# Rectoria de Sant Cebrià
La Rectoria de Sant Cebrià o Cal Masover és un edifici de planta rectangular amb pati que es troba adossat a la part oriental de l'església i el cementiri de Sant Cebrià de Fogars al terme de Fogars de la Selva. Consta de dos cossos de dues plantes (un de més alçada que l'altre) i coberta de doble vessant a façana.
Cal destacar una de les obertures de la façana principal, que té un arc de mig punt de rajola. A l'entrada del pati hi ha també un gran portal de fusta que conserva, a sobre, restes d'una decoració d'una fornícula de guix amb una llegenda indesxifrable però referent a la Verge Maria.
Al mig del camp que dona a la façana de la casa hi ha un pou, construït de pedra i rajola amb forma fàl·lica i arrodonida a la part superior.